# Kilij Arslan I
Kilij Arslan I (Turks: I. Kılıç Arslan) (1079 – 1107) was de Seltsjoekse sultan van Rûm van 1092 tot zijn dood.
Hij was heerser van Rûm bij het begin van de kruistochten en vocht tegen de kruisvaarders van de Volkskruistocht (1096) en van de Eerste Kruistocht (1096-1099).

Anatolië voor 1097

## Jeugdjaren
Arslan was de zoon van sultan Suleiman ibn Qutulmish. Deze had een gebied in Klein-Azië (of Anatolië) veroverd en er in 1077 het sultanaat Rûm gesticht. De hoofdstad van zijn rijk werd Nicea (het latere Iznik). Het gebied was veroverd op de Byzantijnen en de Arabieren noemden de bevolking “Rum” of “Roem”, van “Romeinen”.

In 1086 stierf Suleiman. Hij werd door een neef gedood in een gevecht om het leiderschap. Arslan werd toen zijn officiële opvolger, maar omdat hij op dat moment zeven jaar oud was, werd hij onder regentschap van emirs geplaatst. Zogenaamd voor zijn veiligheid werd hij naar Isfahan in Perzië gezonden. Hij verbleef er onder toezicht van Seltsjoeken en werd verboden zijn rijk nog te bezoeken. Eind 1092, op dertienjarige leeftijd, kwam hij vrij door een conflict tussen zijn bewakers. Intussen was zijn rijk opgedeeld, waardoor hij enkel nog zeggenschap had over de omgeving van Nicea. Bij zijn vrijlating bood Chaka, de Turkse emir van Smyrna, hem zijn dochter ten huwelijk aan om strategische redenen: hij wilde Constantinopel veroveren met de hulp van Arslan. Deze huwde de dochter, maar wilde tegelijk afrekenen met de emirs. Waarschijnlijk nog in datzelfde 1092 (sommige bronnen spreken van 1094 toen hij 15 jaar oud was) voerde hij zijn schoonvader Chaka dronken tijdens een banket in Nicea en stak hij hem eigenhandig dood.

In de daaropvolgende jaren heroverde Arslan een deel van de vroegere gebieden van zijn vader, mede door verdere twisten tussen de Seltsjoeken van Syrië en Perzië.

## Volkskruistocht
In 1096 vernam Arslan dat tienduizenden 'Franken' (de inwoners van West-Europa werden toen allemaal “Franken” genoemd) onderweg waren naar Constantinopel. Deze Volkskruistocht bestond uit honderden ridders met gewapend voetvolk, aangevuld met duizenden in lompen geklede vrouwen, kinderen en ouderen, de meesten met lappen stof in kruisvorm op de rug. Begin augustus 1096 staken ze de Bosporus over en riepen dat ze de moslims kwamen uitroeien. Hoewel het grootste deel van het gebied rond Nicea nog christelijk was, werden de plaatselijke (christelijke) kerken meteen ook geplunderd. Nadat de omgeving van hun verblijfplaats Civitot geplunderd was, verlegden ze hun actie tot vlak bij de stadsmuren van Nicea. Een door Arslan gezonden patrouille werd verslagen. Twee weken later veroverde een groep de vesting Xerigordon. De veroveraars hadden er geen rekening mee gehouden dat de watervoorziening buiten de vesting lag. Arslan liet de burcht omsingelen en uitdrogen. Wie zich wilde bekeren tot de islam, werd naar Syrië of Centraal-Azië gestuurd, de anderen werden gedood. De overgebleven kruisvaarders in Civitot wilden wraak. Op 21 oktober 1096 trokken ze op, maar de troepen van Arslan lagen in hinderlaag. De kruisvaarders werden verrast door een regen van pijlen en verslagen. Ook de achterblijvers in Civitot werden vermoord; jonge vrouwen, meisjes en jongens werden verdeeld onder de emirs of verkocht op slavenmarkten. Enkele duizenden van hen konden ontsnappen en werden gered door de Byzantijnen.

## Danisjmend
Danisjmend was een van de Turkse heersers die na de dood van de vader van Arslan het noordoosten van Anatolië had veroverd en bezet. Verder veroverde Danisjmend begin 1097 de Armeense stad Malatya of Melitene. Daar ging Arslan hem belegeren. In april 1097 nam de kans op een confrontatie toe, toen er berichten kwamen van de komst van een nieuwe Frankische troepenmacht. Na zijn overwinning op de volkskruistochters maakte Arlsan zich geen grote zorgen meer over de Franken en zond een groep ruiters om de hoofdstad Nicea te versterken. Dit deed hij vooral om zijn zwangere vrouw, die in Nicea verbleef, gerust te stellen. Hijzelf wilde eerst met Danisjmend afrekenen.

## Eerste Kruistocht

### Beleg van Nicea
Begin mei 1097 stond de Eerste Kruistocht voor Nicea. In tegenstelling tot wat Arslan had verwacht, waren het ditmaal duizenden goed uitgeruste ridders. Hij sloot snel wapenstilstand met Danisjmend om naar Nicea te trekken, dat intussen was omsingeld. Zijn tegenaanval mislukte. Arslan trok zich terug en koos Konya als nieuwe hoofdstad. Zijn afstammelingen zouden deze behouden tot aan het einde van de 14e eeuw. Nicea zou hij nooit meer terugzien. Het beleg van Nicea was nog niet afgelopen. De afgevaardigden van Arslan onderhandelden met de Byzantijnen om de stad over te leveren aan keizer Alexios I Komnenos, in plaats van aan de Franken. De nacht van 18 op 19 juni 1097 werden Byzantijnse soldaten binnengelaten en gaf het garnizoen zich over. Daarop staakten de Franken de belegering. De vrouw van Arslan was intussen bevallen en werd in veiligheid gebracht naar Constantinopel, waar ze eervol werd behandeld.

### Slag bij Dorylaeum
De Turken waren het hele westelijke deel van Klein-Azië kwijt. Daarop ging Arslan een bondgenootschap aan met zijn vroegere vijand Danisjmend en deed een oproep tot een Heilige oorlog. Een groep kruisvaarders onder leiding van Bohemund trok richting Konya. De Turken wachtten hen op bij Dorylaeum (het latere Eskişehir). Op 1 juli 1097 begon daar de Slag bij Dorylaeum. De troepen van Arslan en Danisjmend hadden een wendbare cavalerie, gewapend met bogen. De pijlenregens maakten vooral slachtoffers bij het voetvolk van de kruisvaarders. Na een aantal uren kwam er versterking voor de kruisvaarders. Arslan, Danisjmend en de emirs vluchtten. De meeste Turkse soldaten konden niet wegkomen en werden afgeslacht of gevangengenomen.

Arslan zou vier jaar wachten om terug te slaan.

Kruisvaart van 1101

## Kruisvaart van 1101
Na de verovering van Jeruzalem trokken aanzienlijke aantallen kruisvaarders terug naar huis. In 1101 kwamen er nieuwe westerse troepen (de zogenaamde Kruisvaart van 1101). Zo’n 100.000 Franken staken in mei onder leiding van Raymond van Saint-Gilles de Bosporus over. Arslan en Danisjmend dachten dat ze via Nicea zouden gaan, zoals de vorige kruistocht en vergiftigden alle waterplaatsen langs die route. Doch de groep volgde die route niet en de Turken raakten hun spoor kwijt. Eind juni stonden de Franken onverwacht voor Ankara. Deze stad lag in het rijk van Arslan, maar werd ingenomen door de kruisvaarders. Deze trokken verder richting Niksar, waar Danishmend Bohemund gevangen hield. Bij Mersivan hadden Arslan en Danisjmend een hinderlaag gelegd. Door de lange tocht die de kruisvaarders hadden afgelegd (zie kaartje) en de verzengende hitte, stelde hun leger nog maar weinig voor en werden ze verslagen. Raymond van Saint-Gilles vluchtte met enkelen. De overigen werden gedood en de vrouwen werden naar Aziatische harems gebracht.

Kort nadien volgde een nieuwe Frankische expeditie in Klein-Azië, maar ook deze werd verpletterd. Een derde Frankische expeditie werd verslagen bij Heraclea.

## Dood
Na de overwinning op de kruisvaarders van 1101 poogde Arslan zijn machtsgebied verder uit breiden. In 1107 werd hij meester van Mosoel, maar werd kort daarop bestreden en verslagen door tegenstanders. Hij stierf bij het overzwemmen van de Tigris. Hij was toen 28 jaar.
Zijn zoon Mas'ud I zou in 1147 tijdens de Tweede Kruistocht de Franken wel verslaan bij Dorylaeum.
In 2020 vonden Turkse archeologen de graftombes van Kilij Arslan I en zijn dochter terug in Silvan, provincie Diyarbakir.